# みんなでスペランカー
『みんなでスペランカー』は、2009年3月26日よりダウンロード販売されているプレイステーション3専用ソフト。
コンシューマーゲームとしては『スペランカー2 勇者への挑戦』以来実に22年ぶりに発売されたスペランカーシリーズの新作で、キャッチフレーズは「みんなでいこう!愉快な洞窟探検!」である。

## 概要
TGS2007レトロゲーム・アワード優秀賞、いまこそ新世代機で続編を出してほしいタイトル5位、バーチャルコンソールにおけるファミリーコンピュータ版配信など、『史上最弱の主人公』としてリバイバルブームの起きていたスペランカーの新作ということで、発売前から大きな話題となっていた。当初は発売を2008年内としていたが、後に延期された。
基本システムはファミコン版『スペランカー』を踏襲したものとなっている。主人公の虚弱体質はそのままに、グラフィック、トラップなどあらゆる面でファミコン版をバージョンアップさせており、グラフィックも3Ｄポリゴンを用いた「リニューアル」とファミコン版を忠実に再現したドット絵、サウンド、音楽が用いられている「クラシック」から選択可能となっている。ステージ数は全4面から大幅にボリュームアップして全100面となっている。
本作における新しい要素としてはPS3のトロフィーシステムに対応したことや、「みんなで」のタイトルの通り最大6人での同時プレイに対応したことが挙げられる。複数人プレイ（みんなで探検）はオンライン、オフラインから選ぶことが可能で、複数人プレイでしかおきないギミックもある。「みんなで探検」モードでは残機はプレイヤー全員で共有となっている。また、残機0の状態で死ぬと、行動不能の仮死状態となり、30秒以内に他のプレイヤーが接触することで復活させることも可能である。これにより、プレイヤー同士の助け合いができるようになっており、あまり上手でないプレイヤーでも、他のプレイヤーのアシストで先に進めるようになっている。プレイヤー同士のコミュニケーション手段としてはL、Rボタンで喜怒哀楽のフェイスマークやアイテムアイコンを出せる他、ワイヤレスヘッドセットにも対応しており、音声による会話（ボイスチャット）も可能。
2010年1月7日には、自機の周囲が真っ暗になるなど、より難しい仕様になった『みんなでスペランカー ブラック』が配信された。
2011年12月16日に販売権利をTozai Gamesに移譲し、アイレムソフトウェアエンジニアリング販売版は同年12月12日に、『ブラック』は同年12月20日に配信を終了した。
2015年3月PS4にて、同年6月にはPS Vitaにて続編の『みんなでスペランカーZ』がリリースされている。
2021年7月15日にPS4、Nintendo Switchにて本作のリメイク版『元祖みんなでスペランカー』が発売。

## 構成
クラシック、リニューアルモードとも基本的にFC版『スペランカー』の世界観を踏襲しており、操作性、アクションなどにおいて顕著な変化は見られないが、色々と追加された要素が存在する。
アイテム
武器の追加はない（ポータブルファン、ダイナマイト、フラッシュの3種）が、カギの種類が2種類（青、赤）から6種類（緑、青、ピンク、赤、白、黄。得点はそれぞれ異なる）に増加しており、また隠しアイテムの種類が幾つか増えている。
その他、やり込み要素に関わる石版が新たに登場している。石版は各面に1枚ずつ、オフライン100面、オンライン100面で合わせて全200枚が存在する。集めるごとに絵が完成していき、ステージ開始後やオプションで収集状況を確認できる。
敵キャラ
前作での敵キャラはコウモリと幽霊のみであったが、今作で敵数が増加し、色ごとに特性が変わるようになった。
幽霊
前作でも登場。おどろおどろしいBGMとともにプレイヤーに近づいてくる。ポーダブルファンで撃退可能だが、完全に消えるまで当たり判定が存在する。通常サイズの幽霊の他、複数回当てないと消えない巨大幽霊、1回当てると6体に分裂する分裂幽霊も存在する。
コウモリ
前作でも登場。フンを落として攻撃する。フラッシュを打ち上げると一定時間いなくなる。黒と緑の2種類存在し、黒はフンの頻度が低いため強行突破も可能。緑は頻度が高く、強行突破は難しい。
ヘビ
くぼみの中を往復している。通常のジャンプで飛び越せるほか、爆弾を付近に置くと一定時間隠れる。緑は動きが遅く、茶は動きが速い。また、赤はプレイヤーを見つけるとジャンプして飛び越すのを妨害する。また、紫は動きが速いうえにジャンプもする。
クモ
天井からぶら下がり妨害する。爆弾で撃退可能。白は一定間隔で大きく上下し、上にいるときに通過することができる。青はほぼ動かないためジャンプして飛び越す（ただし、かなりシビア）か爆弾で撃退しなければならない。
カラス
プレイヤーを見つけると襲い掛かってくる。フラッシュで撃退可能。黒と赤の2種類存在し、赤のほうが索敵範囲が広い。
ムカデ
ロープを上下している。爆弾で撃退するか、避けて進む必要がある。青と赤の2種類存在し、青の方が移動速度が速い。
カエル
天井に張り付いており、プレイヤーを見つけると天井から襲い掛かる。フラッシュで撃退可能。
魚
池の中におり、プレイヤーを見つけると水鉄砲で攻撃する。
石像
突然動きだし、プレイヤーを踏みつける。爆弾で撃退可能。
タコ
触手でプレイヤーを叩きつける。触手の当たる場所はある程度予測可能。
ミニドラゴン
上下に動いてジャマをする。攻撃はしてこないが、複数体いたり、間欠泉との複合が多く、タイミングが難しくなっている。爆弾で撃退可能。
ドラゴン
普段は寝ているが、プレイヤーが近づくと起きて襲い掛かる。また、寝ているときでもしっぽを振って攻撃する。
鳥人
一定の範囲をジャンプしながら移動する。フラッシュや爆弾でひるませることができるが、動かなくなってしまうため通過できなくなる。ジャンプした下をくぐるのがベスト。
ケルベロス
一定の場所を往復しており、放物線を描く光弾か、ステージ端まで届く炎を吐く。
謎の機械
一定の場所を往復しており、プレイヤーを見つけると近づいてくる。
ギミック
前作より大幅にギミックが増加されており、物理攻撃を行うものでは毒ガスや火花のほか、間歇泉、鉄球、針山、氷柱などが追加され、毒ガスの噴出口も上下左右に存在する。足場も床も振り子式や回転式、一定時間出没したりするリフト、乗ったら落下したりする床などが登場し、乗り物も様々なバリエーションが見られるほか、通ると倒れてくるものや自動的に跳びはねるトラップ、行き先を遮るバリア、通常では見えない足場（フラッシュで出現）などがある。また、エリアによっては足場やロープが凍っていたり、定期的に地震が発生したり、先が真っ暗で見えなかったりする。尚、みんなでプレイの場合は、一人用プレイの時には登場しないギミックも存在する。

## 備考
本作の発表以前のエイプリルフールの時期に、アイレムの通販サイトでは「多人数プレイ可能なスペランカー」などのキャッチコピーを入れたネタ商品を記載していた。
ソニーのPS3用オンラインサービスPlayStation Homeには「洞窟探検家が集う場所（現在は公開終了）」という、『スペランカー』のゲームシーンをイメージしたエリアが用意されており、出会ったプレイヤーと一緒にプレイできるゲームセッションを開くことが出来た。また、ゲームの進行によって、PlayStation HOMEのアバターが着用できる『スペランカー』のコスチュームを入手できる。

## ゲームモード
ひとりで探検
全100面のステージを1人でプレイするモード。どこでもセーブ可能で、「コンティニュー」で続きから遊ぶこともできる。
みんなで探検
1人～6人（オフライン時は最大4人）で同時プレイが可能なモード。全100ステージだが、ステージ構成は「ひとりで探検」モードとは若干異なる。10ステージごとに一区切りがつき、その時にMVPが発表される。「ひとりで探検」モードとは異なりエネルギー、フラッシュ、ダイナマイト、石版のアイテムは取った後も一定時間で復活する。
みんなで競争
2～6人（オフライン時は最大4人）でタイムアタックを行うモード。ステージは専用のものが用意されており、全5コース。
ランキング
ハイスコアや最深到達点、協力数、MVP到達数、勝利数、コース別タイムを閲覧できる。
チュートリアル
初心者向けのモード。操作説明が行われ、残機は無限。
チャンピオンシップ
Tozai Games版にて追加された超高難易度モード。オンライン、オフライン双方プレイ可能。